# Melchior (bouteille)
Pour les articles homonymes, voir Melchior et Salomon.

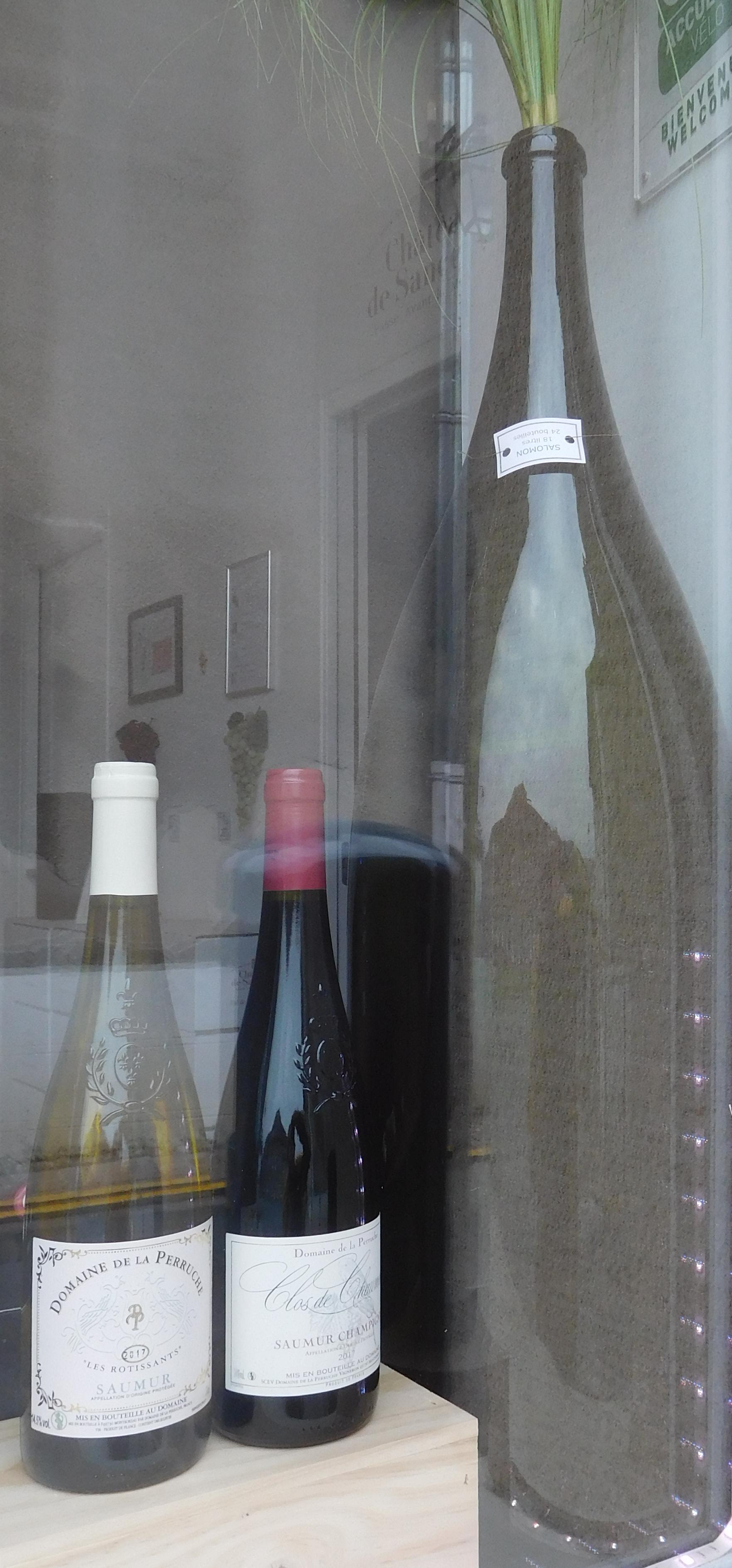
Le salomon et deux bouteilles de 75 cl.

Le melchior est une bouteille de vin de Bordeaux pouvant contenir l'équivalent de 24 bouteilles de 75 cl, soit 18 litres. Pour les vins de Bourgogne et de Champagne, une bouteille de cette contenance est appelée salomon.
Melchior est le nom d'un des trois Rois mages, Salomon est le nom d'un roi d'Israël.